# プロドゥア・カンチル
カンチル（Kancil ）は、マレーシアの自動車メーカー、プロドゥアによって製造されていた小型ハッチバック型乗用車である。

## 概要
1994年に3代目ダイハツ・ミラ（L200系）のバッジエンジニアリング車として発売。1993年に設立されたプロドゥアとしては初の車種となった。ミラ同様にモノコック構造が採用され、エンジンもダイハツ工業製のものが採用されたため、ミラとの違いはエクステリアデザインのみとなった。しかし、ベースのミラが4人乗りであるのに対し、カンチルは5人乗りとなった。
エンジンはダイハツの直列3気筒 660ccおよび850ccエンジンが搭載され、5速MTが組み合わせられる。ただし、850ccエンジン搭載車には3速ATも選択することができるほか、カラードバンパーが装着される。
発売後、販売は好調で、特に初心者ドライバーへの販売が多かった。また、マレーシア国内の自動車教習所では教習車としてカンチルが用いられることが多い。そのため、生産台数は1995年12月に5万台、1997年1月に10万台、1999年に25万台を突破した。
フェイスリフトは3度行われた。1度目は1997年に行われ、フロントグリルとバンパーの形状が変更された。その後2000年には、同じくフロントグリルとバンパーの形状が変更された。3度目となった2002年は大掛かりなものとなり、前後バンパー、フロントグリル、ヘッドランプ、バックドア、リアコンビランプなどのデザインが大幅に変更された。また内装もダッシュボードがセンターメーターのレイアウトを持つオリジナルのデザインに変更された。
イギリスではプロドゥア・ニッパ (Perodua Nippa) として1997年9月から2002年まで販売されていたほか、インドネシアにおいては2001年から2006年までダイハツブランドでチェリア (Ceria) として販売されていた。
また、2001年には5代目ミラをベースとした上級モデルクリサが、2007年にはクリサの後継車として6代目ミラをベースとするビバがそれぞれ発売されたが、カンチルはなおもプロドゥアのエントリーモデルとして2009年9月に先述のビバに統合されるまで製造・販売が続けられた。
2009年7月20日、最後の1台がラインオフし、カンチルの生産が終了した。15年間で722,223台が生産され、マレーシア国内で708,000台が販売された。

## ギャラリー

### カンチル
前期型

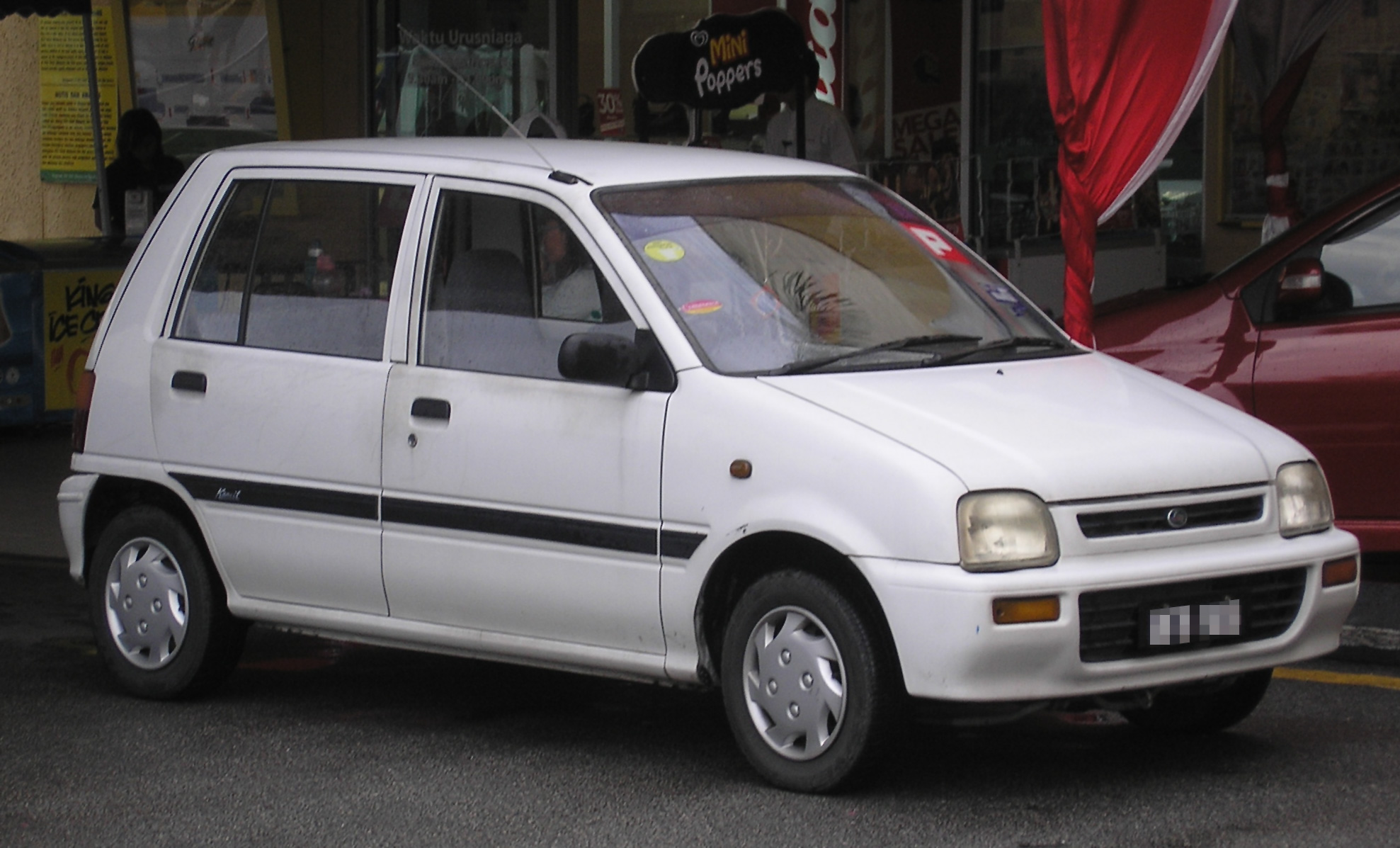
1994年 - 1997年販売型（フロント）
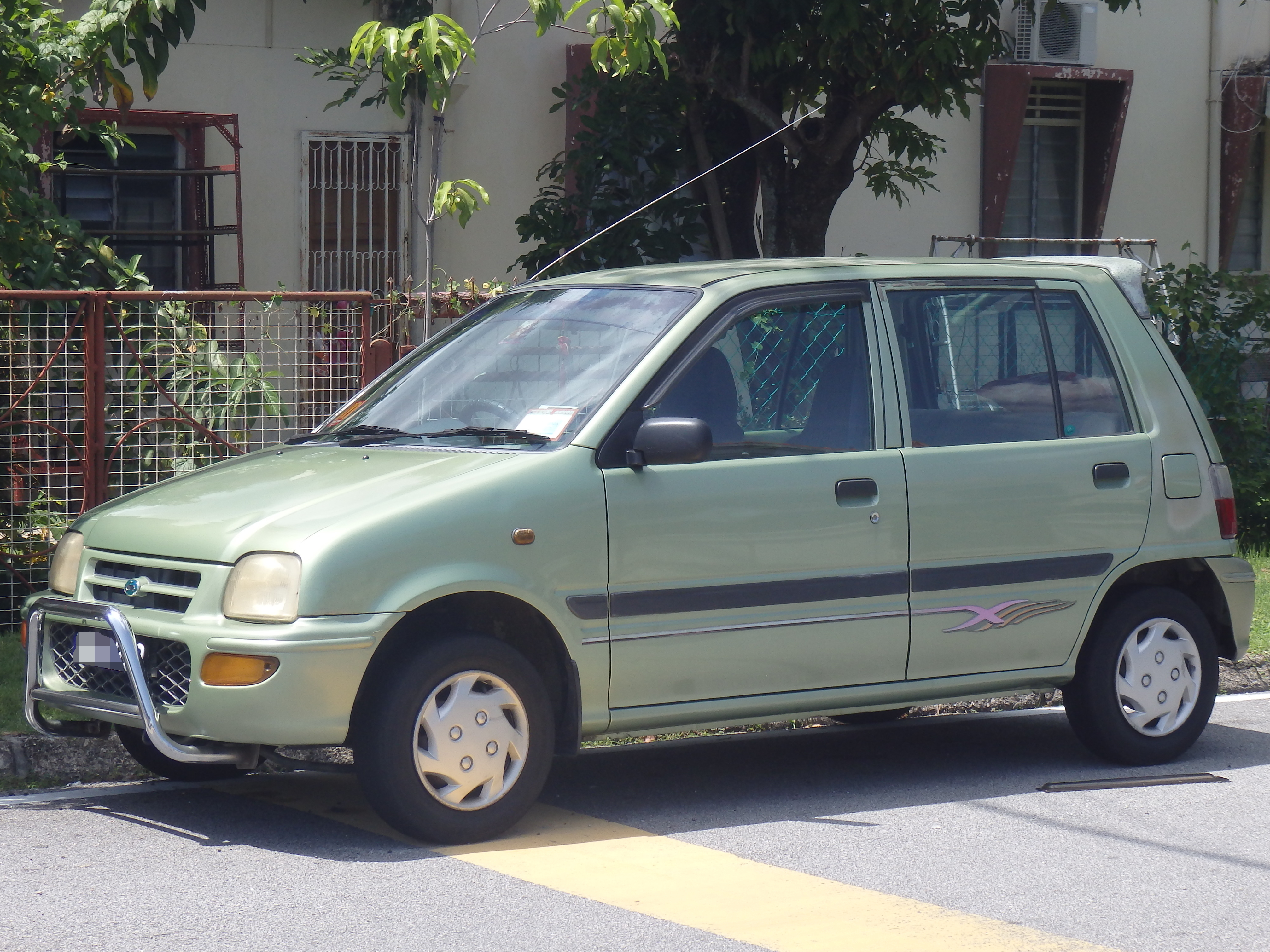
EX エクストラ（フロント）
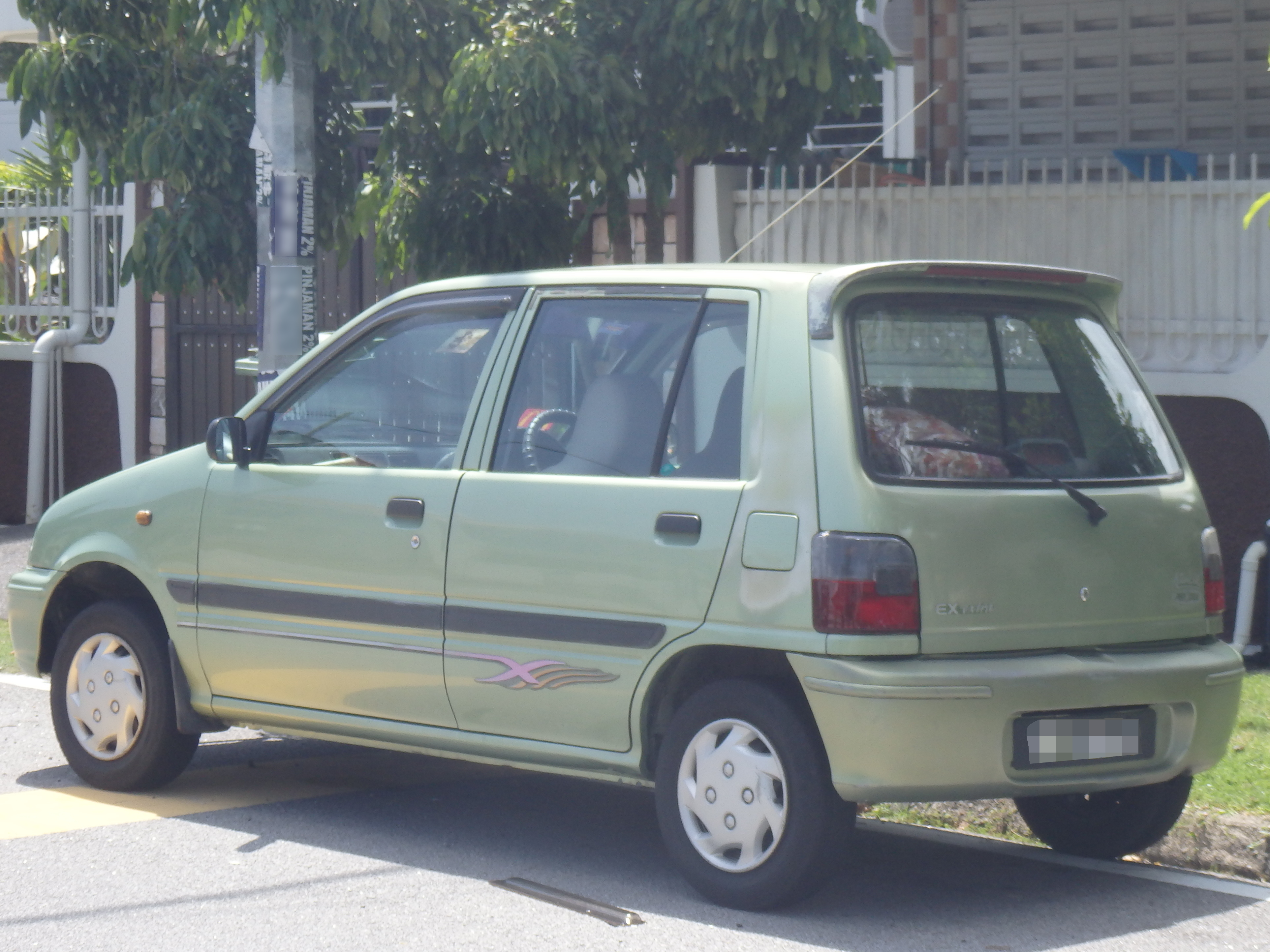
EX エクストラ（リア）

中期型

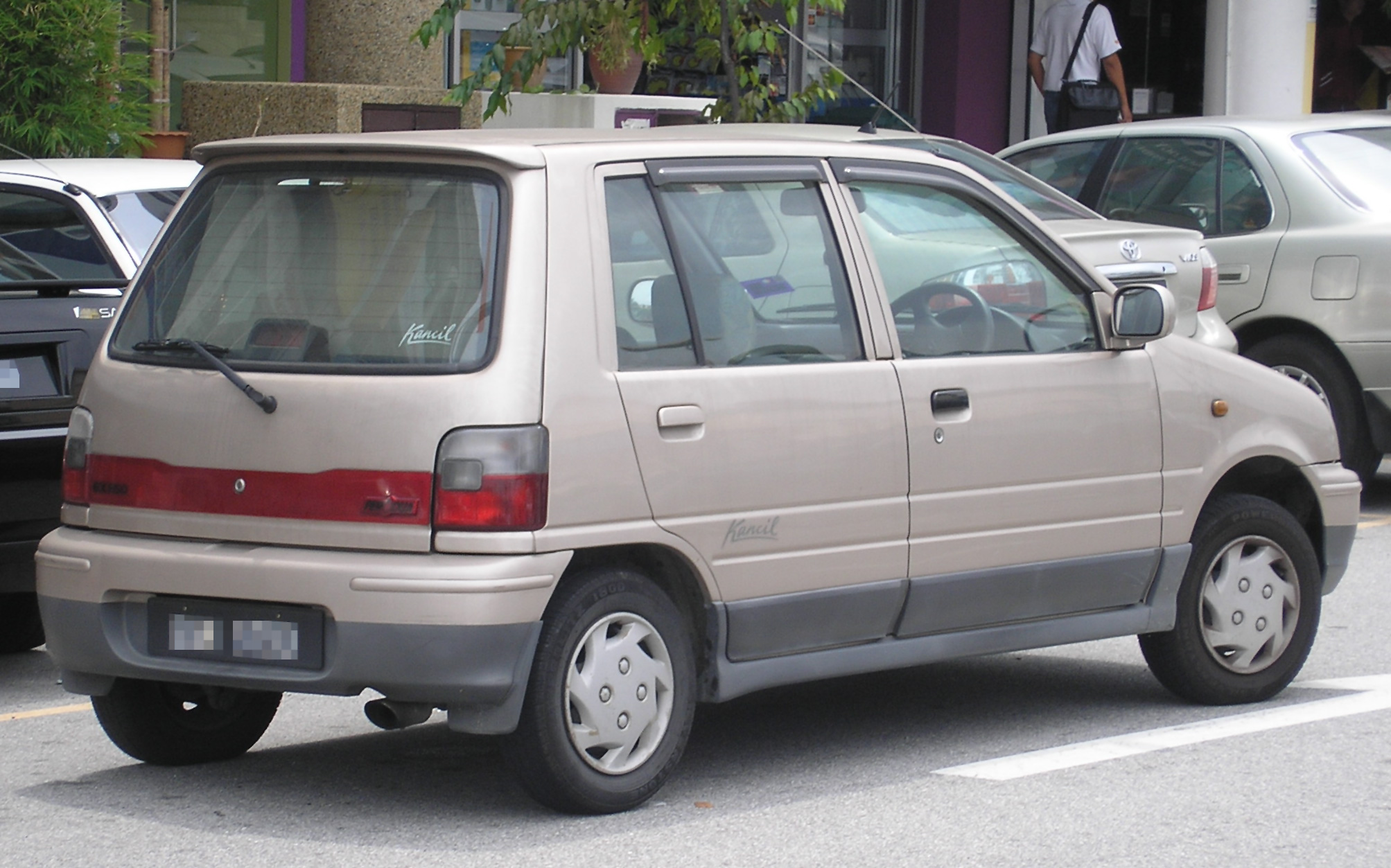
1997年 - 2002年販売型（リア）

後期型

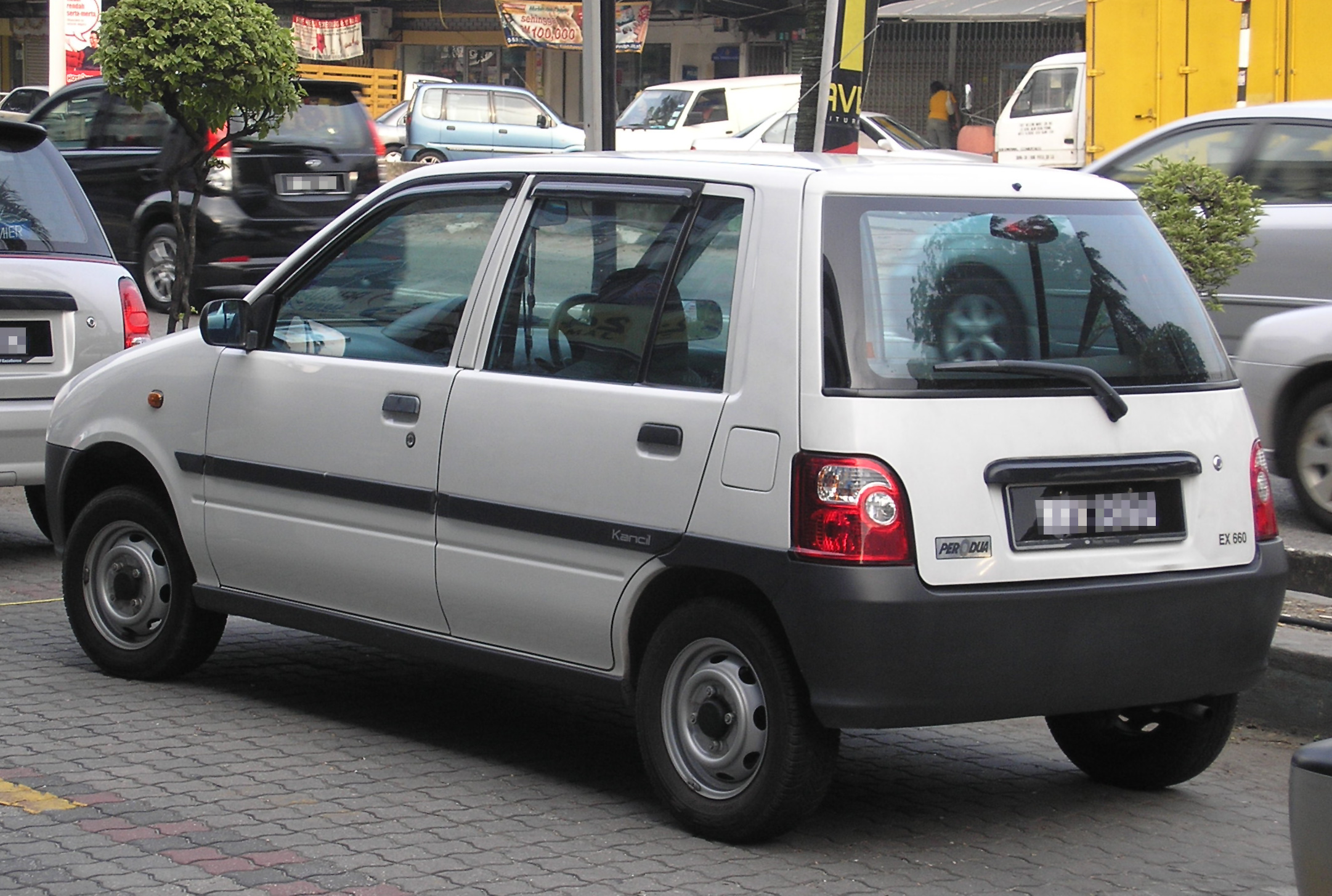
EX 660 2002年 - 2009年販売型（リア）
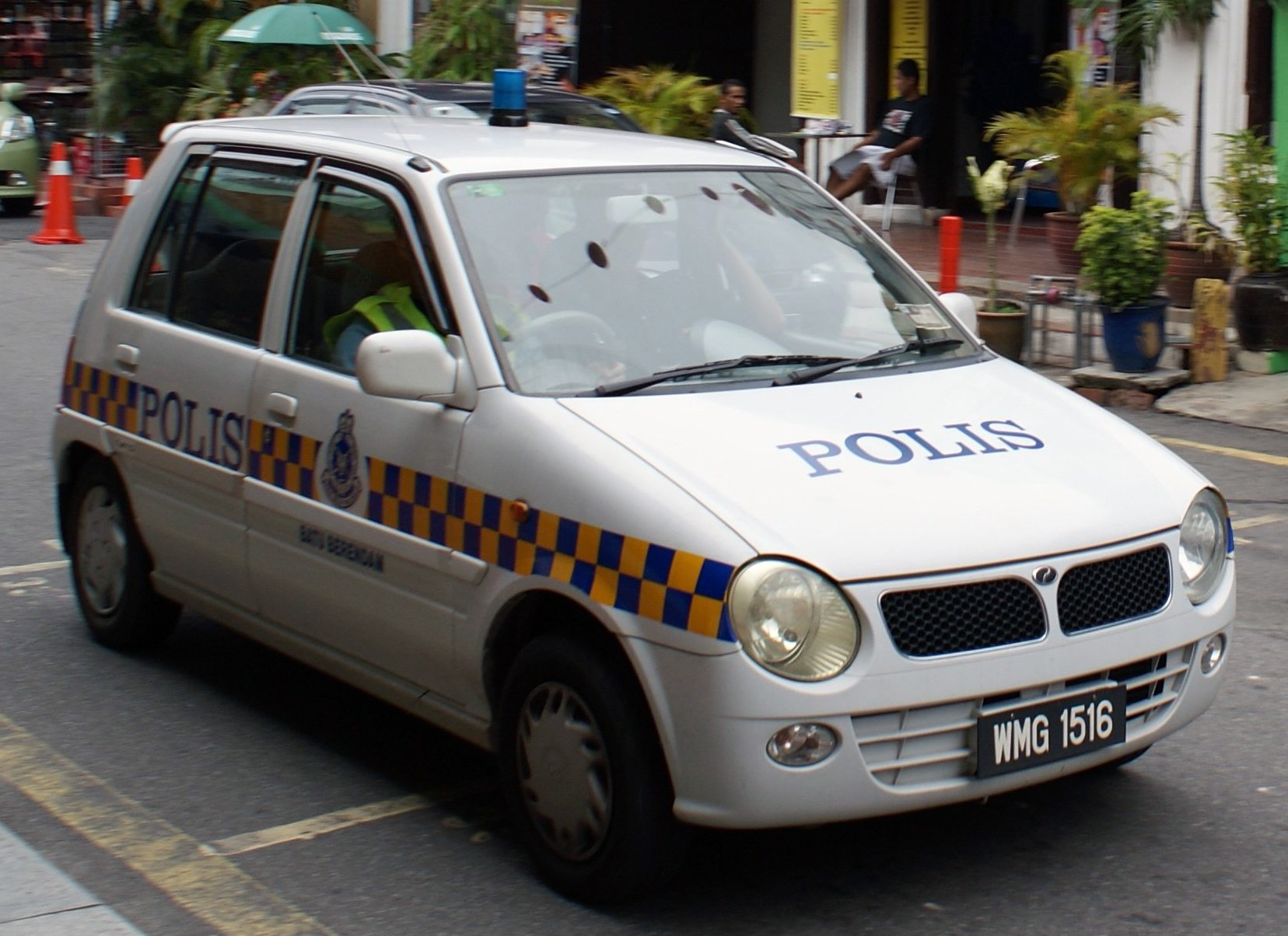
マレーシアパトロールカー

### ニッパ
前期型

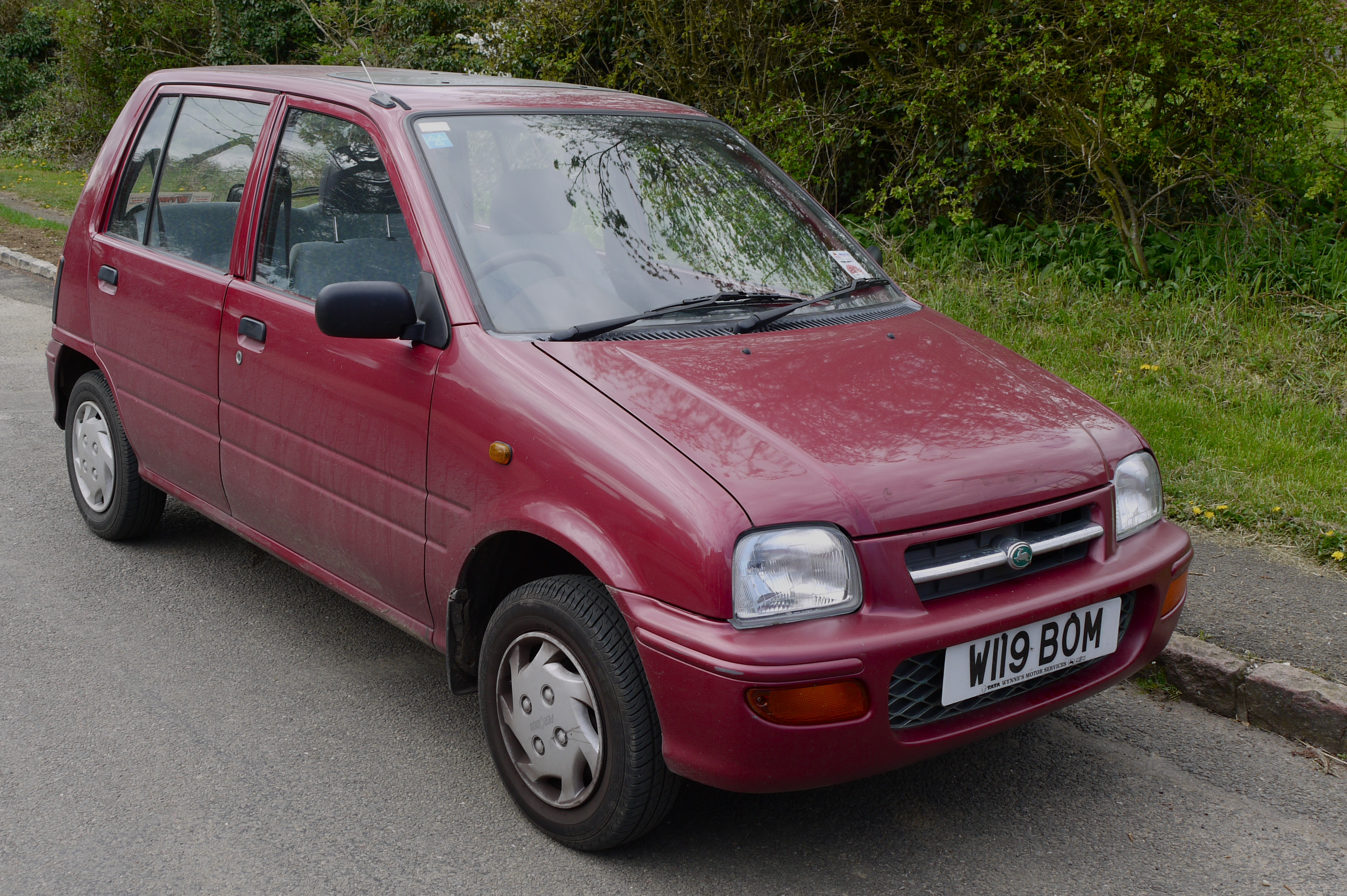
GX 850（フロント）
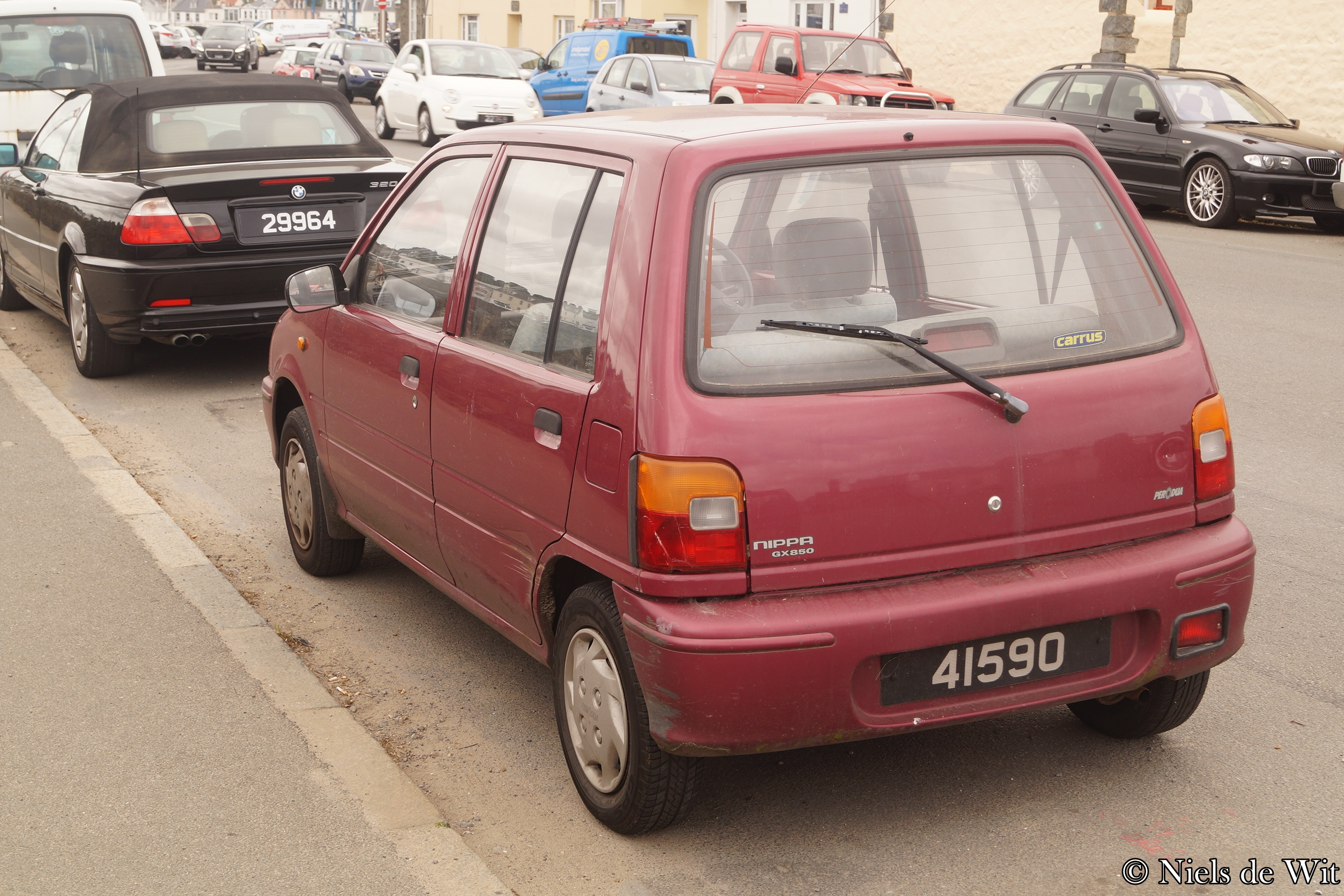
GX 850（リア）

後期型

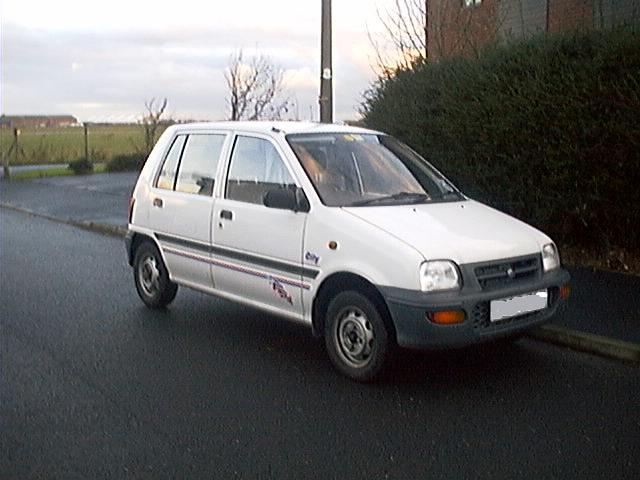
EX 850
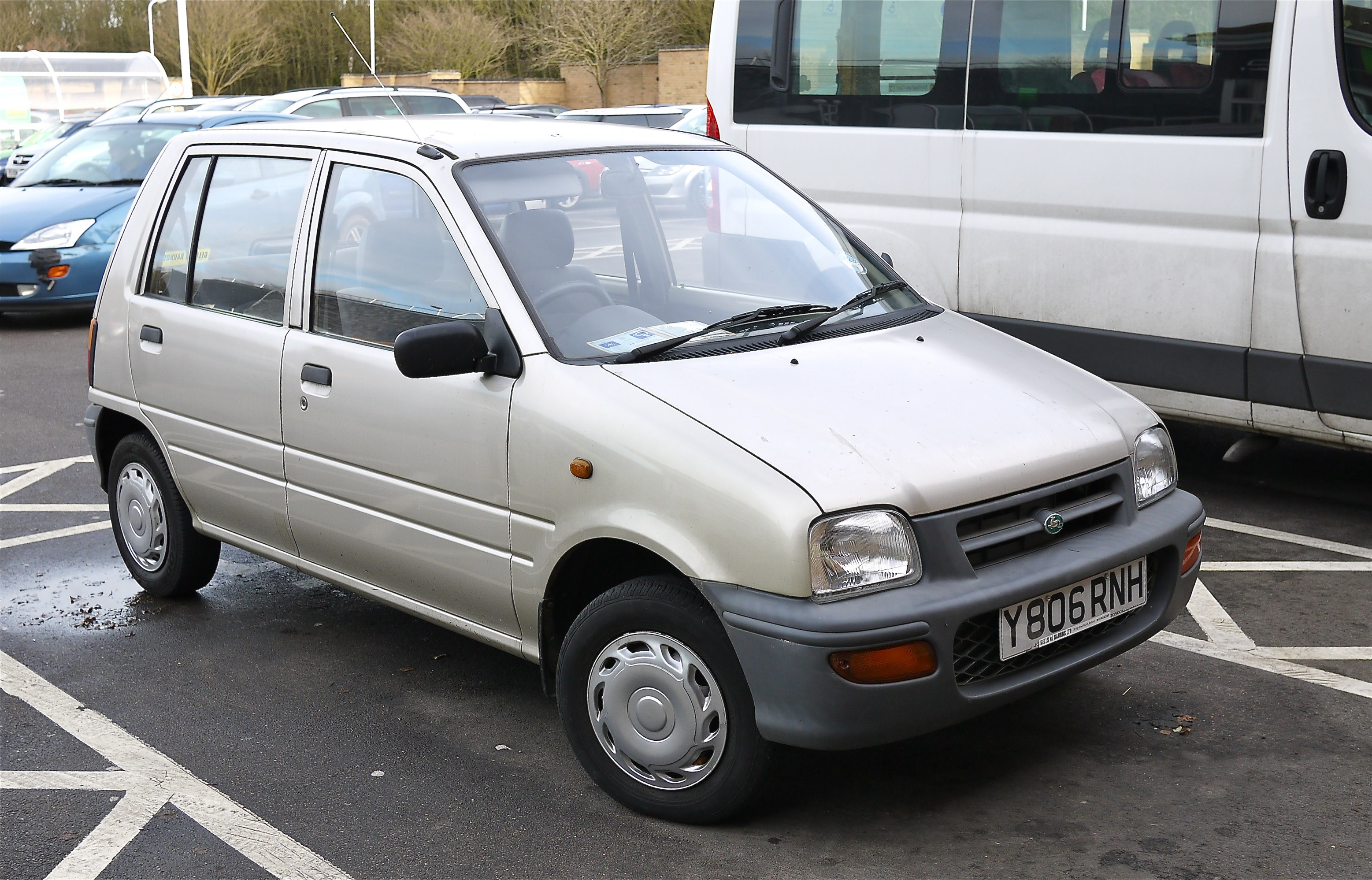
GX 849

## 車名の由来
「Kancil」はマレー語でネズミジカを意味する。